# حساب مالیاوین
حساب مالیاوین نظریه‌ای در نظریه احتمالات است که حساب وردش را از تابع‌های قطعی به فرآیندهای کاتوره‌ای می گستراند. از این روی به آن حساب وردش کاتوره‌ای نیز می توان گفت. این حساب اولین بار توسط پاول مالیویان ارایه شد.
این نظریه که با معادلات دیفرانسیل تصادفی سر و کار دارد، کاربردهایی در جستارهای کنترل بهینه تصادفی و ریاضیات مالی دارد.

## انگیزه
کارکردوار F وابسته به فرایند وینر را درنظر بگیرید. اگر این کارکردوار تابع g باشد، متداول است تا وردش آن را ({\displaystyle \delta _{g}F}) به یاری رابطه زیر حساب کرد:{\displaystyle \delta _{g}F={\frac {1}{\epsilon }}[F(g+\epsilon h)-F(g)],~~\epsilon \to 0}اما این وردش همیشه وجود ندارد، برای همین به حساب وردش دیگری نیاز پیدا می‌شود.

## مشتق مالیاوین و قضیه‌های وابسته
مشتق مالیاوین بگونه ای تعریف می شود تا تغییرات را نسبت به فرآیند وینر بسنجد. طبیعی است که برای {\displaystyle \int _{0}^{t}h_{s}dw_{s}} مشتق مالیاوین برابر با h باشد؛ (در سنجش با مشتق عادی از  {\displaystyle \int _{0}^{t}h_{s}ds} که برابر {\displaystyle h_{t}} است). بنابراین اگر مشتق مالیاوین نسبت به فرایند وینر در زمان s را با {\displaystyle D_{s}} نشان دهیم، از روی تعریف داریم.{\displaystyle D_{s}\int _{0}^{T}h_{t}dw_{t}=h_{s}~\mathbb {1} _{[0,T]}(s)}بنابراین {\displaystyle D_{s}[.]} تعییرات یک متغیر کاتوره‌ای را نسبت به فرایند وینر اندازه‌گیری می کند. همچنین توجه کنید که {\displaystyle D_{s}w_{t}=D_{s}\int _{0}^{t}w_{r}dr=1_{[0,t]}(s)}.
مشتق‌گیری زنجیره‌ای: می توان برطبق قاعده زنجیره ای مشتق مالیاوین از کارکردوار وینر F را که در آن{\displaystyle F(W(h_{1}),W(h_{2}),\ldots ,W(h_{n})),\qquad W(h_{i})=\int _{0}^{T}h_{i,s}dw_{s}}بصورت زیر داشت:{\displaystyle D_{s}F=\sum _{i=1}^{n}{\frac {\partial F}{\partial x_{i}}}~D_{s}W(h_{i})=\sum _{i=1}^{n}{\frac {\partial F}{\partial x_{i}}}~h_{i,s}~1_{[0,T]}(s),\qquad (A1)}
قضیه انتگرال‌گیری پاره‌ای (قضیه دوگان): برای کارکردوارِ وینر {\displaystyle F=F(\int _{0}^{T}h_{s}dw_{s})} داریم:{\displaystyle E{\big \{}F\int _{0}^{T}g_{s}dw_{s}{\big \}}=E\{\langle D_{s}F,g_{s}\rangle \},\qquad (A2)}که در آن {\displaystyle \langle h_{s},g_{s}\rangle =\int _{0}^{t}h_{s}~g_{s}ds}.
اثبات:{\displaystyle E\{\langle D_{s}F,g_{s}\rangle \}=E{\Big \{}\int _{0}^{T}D_{s}F~g_{s}~ds{\Big \}}=E\{\int _{0}^{T}F_{x}~h_{s}~g_{s}~ds\}=E\{F_{x}\int _{0}^{T}h_{s}g_{s}ds\}=E{\Big \{}F_{x}{\Big (}\int _{0}^{T}h_{s}dw_{s}{\Big )}{\Big \}}\int _{0}^{T}h_{s}g_{s}ds}{\displaystyle {\overset {(1)}{=}}E{\Big \{}F_{x}{\Big (}\int _{0}^{T}h_{s}dw_{s}{\Big )}{\Big \}}E{\Big \{}\int _{0}^{T}h_{s}dw_{s}\int _{0}^{T}g_{s}dw_{s}{\Big \}}{\overset {(2)}{=}}E{\Big \{}F(\int _{0}^{T}h_{s}dw_{s})\int _{0}^{T}g_{s}dw_{s}{\Big \}}}که برای (1) از قاعده ایزومتری استفاده شد و برای (2) از لم Stein بهره گرفته شد که برپایه آن برای x , y که توزیع گاوسی با میانگین صفر داشته باشند داریم: {\displaystyle E\{f(x)y\}=E\{f'(x)\}E\{xy\}}.
مشتق مالیاوین از فرایند پراکنش (diffusion process):
اگر فرایند پراکنش {\displaystyle X=(x_{t})_{t\in [0,T]}} از معادله دیفرانسیل کاتوره‌ای (SDE) {\displaystyle dx_{t}=a(x_{t},t)dt+b(x_{t},t)dw_{t}} تولید شده باشد. آنگاه داریم:{\displaystyle D_{s}x_{t}=b(x_{s},s)+\int _{s}^{t}a_{x}(x_{\tau },\tau )D_{s}x_{\tau }d\tau +\int _{s}^{t}b_{x}(x_{\tau },\tau )D_{s}x_{\tau }dw_{\tau },~s\in [0,T],\qquad (A3)}{\displaystyle D_{t}x_{t}=b(x_{t},t)}که درنتیجه آن به یک SDE وردشی خطی می رسیم. از آنجا که معادله بالا خطی است، حل آن بصورت زیر است:{\displaystyle D_{s}x_{t}=b(x_{s},s)\exp {\Big (}\int _{s}^{t}b_{x}(x_{\tau },\tau )dw_{\tau }+\int _{s}^{t}{\Big (}a_{x}(x_{\tau },\tau )-{\frac {1}{2}}b_{x}(x_{\tau },\tau )^{2}{\Big )}d\tau {\Big )},\qquad (A4)}اثبات: 
از آنجا که {\displaystyle D_{s}[.]} حساسیت نسبت به {\displaystyle w_{s}} را می سنجد، رابطه SDE را بصورت {\displaystyle x_{t}=\underbrace {\int _{0}^{s}a(x_{\tau },\tau )d\tau +\int _{0}^{s}b(x_{\tau },\tau )dw_{\tau }} _{\text{first term}}+\underbrace {\int _{s}^{t}a(x_{\tau },\tau )d\tau +\int _{s}^{t}b(x_{\tau },\tau )dw_{\tau }} _{\text{second term}}} باز می نویسیم. حال توجه کنید که مشتق مالیاوین {\displaystyle D_{s}[.]} از جمله اول صفر است چون هیچ وابستگی ای به {\displaystyle w_{s}} ندارد. حال با کاربستِ قاعده زنجیره ای و اینکه {\displaystyle D_{s}\int h_{t}dw_{t}=h_{s}} داریم:{\displaystyle D_{s}x_{t}=\int _{s}^{t}a_{x}(x_{\tau },\tau )~D_{s}x_{\tau }~d\tau +\int _{s}^{t}b_{x}(x_{\tau },\tau )~D_{s}x_{\tau }~dw_{\tau }+b(x_{s},s)}
قضیه ای از آنالیز پریشیدیگی: اگر x یک فرایند پراکنش از {\displaystyle dx_{t}=a(x_{t},t)dt+b(x_{t},t)dw_{t}} باشد، {\displaystyle h=(h_{s})_{s\in [0,t]}} یک تابع مشتق‌پذیر و {\displaystyle W=(w_{s})_{s\in [0,t]}} فرایند وینر، در اینصورت داریم:{\displaystyle {\frac {1}{\epsilon }}(x_{t}(W+\epsilon h)-x_{t}(W))\to \langle D_{s}x_{t},h_{s}'\rangle ,~as~\epsilon \to 0,\qquad (A5)}که در آن {\displaystyle x_{t}(W+\epsilon h)} پریشیدگی {\displaystyle x_{t}} نسبت به فرایند وینر می باشد.  
اثبات: گیریم {\displaystyle y_{t}:={\frac {1}{\epsilon }}(x_{t}(W+\epsilon h)-x_{t}(W))}، آنگاه داریم {\displaystyle x_{t}(W+\epsilon h)=x_{t}(W)+\epsilon ~y_{t}}، پس می توان داشت:{\displaystyle dy_{t}={\frac {1}{\epsilon }}(dx_{t}(W+\epsilon h)-dx_{t}(W))}از طرف دیگر
{\displaystyle dx_{t}(W+\epsilon h_{t})=dx_{t}+\epsilon dy_{t}=a(x_{t}+\epsilon y_{t},t)dt+b(x_{t}+\epsilon y_{t},t)d(w_{t}+\epsilon h_{t})=a(x_{t}+\epsilon y_{t},t)dt+b(x_{t}+\epsilon y_{t},t)(dw_{t}+\epsilon h_{t}'dt)}که می توان نتیجه گرفت:
{\displaystyle dy_{t}={\frac {1}{\epsilon }}(dx_{t}(W+\epsilon h)-dx_{t}(W))={\frac {1}{\epsilon }}(\epsilon a_{x}y_{t}dt+\epsilon b_{x}y_{t}dw_{t}+b(x_{t}+\epsilon y_{t})h_{t}'dt)=(a_{x}y_{t}+bh_{t}')dt+b_{x}y_{t}dw_{t},~as~\epsilon \to 0}
از طرف دیگر گیریم {\displaystyle z_{t}:=\langle D_{s}x_{t},h_{s}'\rangle =\int _{0}^{t}D_{s}x_{t}h_{s}'ds}، در نتیجه داریم: {\displaystyle dz_{t}=D_{t}x_{t}h'_{t}dt+\int _{0}^{t}d(D_{s}x_{t})h_{s}'ds=bh_{t}'dt+\int _{0}^{t}{\big (}a_{x}D_{s}x_{t}dt+b_{x}D_{s}x_{t}dw_{t}{\big )}h'_{s}ds=bh_{t}'tdt+a_{x}z_{t}dt+b_{x}z_{t}dw_{t}}بنابراین دیده می شود که {\displaystyle z_{t}} و {\displaystyle y_{t}} هردو از یک SDE یکسان پیروی می کنند، حال از آنجا که {\displaystyle z_{0}=y_{0}=0}، پس نتیجه می شود که {\displaystyle y_{t}}  و {\displaystyle z_{t}} برابرند.
از این قضیه نتیجه می شود که پریشیدن (اختلال) فرایند وینر به فرایند پراکنشی می انجامد که با مشتق مالیاون رابطه دارد. 
نتیجه: از روابط (A2) و (A5) می توان نتیجه گرفت که:{\displaystyle {\frac {1}{\epsilon }}{\Bigg (}E{\Big \{}x_{t}{\Big (}W+\epsilon \int _{0}^{t}h_{t}dt{\Big )}{\Big \}}-E\{x_{t}(W)\}{\Bigg )}\to E{\Big \{}x_{t}(W)\int _{0}^{t}h_{s}dw_{s}{\Big \}},~as~\epsilon \to 0,\qquad (A6)}نتیجه: از رابطه (A5)، با قرار دادن {\displaystyle h'_{s}=\delta (s-r)} ،داریم:{\displaystyle {\frac {1}{\epsilon }}{\Big (}x_{t}(W+\epsilon 1_{[r,T]})-x_{t}(W){\Big )}=D_{r}x_{t},\quad as~\epsilon \to 0}که تعریفی دیگر برای مشتق مالیاوین بدست می دهد.
رابطه Clark-Ocone-Haussman: این رابطه در ارتباط با قضیه بازنمود مارتینگل می باشد. بطور ویژه برای کارکردوار وینر {\displaystyle F{\Big (}\int _{0}^{t}h_{s}dw_{s}{\Big )}} داریم:{\displaystyle F=E\{F\}+\int _{0}^{t}E{\big \{}D_{s}F|{\mathcal {F}}_{s}{\big \}}dw_{s}}که در آن {\displaystyle {\mathcal {F}}_{s}=\sigma {\big (}(w_{t})_{t\in [0,s]}{\big )}} فیلتراسیون طبیعی از فرایند وینر است.  
اثبات: از روی بازنمود مارتینگل می دانیم که:  {\displaystyle F=E\{F\}+\int _{0}^{t}m_{s}dw_{s}}، نیز به یاری رابطه (A2) داریم:{\displaystyle E{\Big \{}F\int _{0}^{t}g_{s}dw_{s}{\Big \}}{\overset {(1)}{=}}E\{\langle D_{s}F,g_{s}\rangle \}=E{\Big \{}E\{F\}\int _{0}^{t}g_{s}dw_{s}{\Big \}}+E{\Big \{}\int _{0}^{t}m_{s}dw_{s}\int _{0}^{t}g_{s}dw_{s}{\Big \}}{\overset {(2)}{=}}0+E{\Big \{}\int _{0}^{t}m_{s}g_{s}ds{\Big \}}}که برای (1) از رابطه A2 و برای (2) از  قاعده ایزومتری استفاده شد. در نتیجه:{\displaystyle \int _{0}^{t}E{\big \{}m_{s}g_{s}{\big \}}ds=E{\Big \{}\int _{0}^{t}D_{s}F~g_{s}~ds{\Big \}}=\underbrace {\int _{0}^{t}E{\Big \{}E\{D_{s}F|{\mathcal {F}}_{s}\}~g_{s}~ds{\Big \}}} _{(*)}}و در نتیجه {\displaystyle m_{s}=E{\big \{}D_{s}F|{\mathcal {F}}_{s}{\big \}}}. توجه شود که رابطه (*) در بالا، از این جهت بدین صورت نوشته شد که {\displaystyle m_{s}} باید حتما یک فرایند {\displaystyle {\mathcal {F}}_{s}}-سازگار (adapted-{\displaystyle {\mathcal {F}}_{s}})  باشد. درنتیجه نمی توان نتیجه گرفت که {\displaystyle m_{s}=D_{s}F} چراکه {\displaystyle D_{s}F} لزوما سازگار نیست.

## ارتباط با قضیه گیرسانوف
فرض کنید تعریف کنیم {\displaystyle \phi (t)=\int _{0}^{t}h_{s}ds}، آنگاه طبق قضیه گیرسانوف (Girsanov) خواهیم داشت:{\displaystyle E{\big \{}x{\big (}W+\epsilon \phi (t){\big )}{\big \}}=E{\Big \{}x(W)\exp {\Big (}-{\frac {1}{2}}\epsilon ^{2}\int _{0}^{t}h_{s}^{2}ds+\epsilon \int _{0}^{t}h_{s}dw_{s}{\Big )}{\Big \}}}آنگاه خواهیم داشت:{\displaystyle \lim _{\epsilon \to 0}{\frac {1}{\epsilon }}{\Bigg (}E{\big \{}x{\big (}W+\epsilon \phi (t){\big )}{\big \}}-E{\big \{}x(W){\big \}}{\Bigg )}=E{\Big \{}x(W)\int _{0}^{t}h_{s}dw_{s}{\Big \}}}در نتیجه با توجه به رابطه (A5) خواهیم داشت:{\displaystyle E{\big \{}\langle D_{s}x_{t},h_{s}\rangle {\big \}}=E{\Big \{}x(W)\int _{0}^{t}h_{s}dw_{s}{\Big \}}}که اثباتی دیگر از رابطه (A2) می باشد.